# Desloge
Pour les articles homonymes, voir Desloge (homonymie).
La ville de Desloge est une ville du comté de Saint-François, situé dans l'État du Missouri, aux États-Unis.

## Géographie
La ville de Desloge comptait 5 054 habitants lors du recensement de 2010.

## Histoire
La ville est fondée par Firmin Vincent Desloge et son fils, l'industriel Firmin René Desloge.